# George Barker (slikar)
George Barker (Omaha, 9. svibnja 1882. – 1965.) je bio američki slikar portreta i krajobraza.

## Životopis
Iako je rođen u Omahi, u saveznoj državi Nebraski, većinu svog rada je napravio u južnoj Kaliforniji.